# Fahad Al Masri
 (juillet 2021).
- Si vous ne connaissez pas le sujet, laissez ce bandeau (vous pouvez alors contacter les auteurs).
- Si vous supprimez le contenu mis en cause (vous pouvez préalablement contacter les auteurs),

argumentez précisément cette suppression dans la page de discussion
(un manque de référence n'est pas un argument ; une recherche réelle de référence doit avoir été effectuée, être formellement documentée).
Fahad Al Masri (en arabe : فهد المصري) est un homme politique syrien, leader de l'opposition à Bachar el-Assad en Syrie, ancien porte parole de l'Armée syrienne libre et fondateur du parti politique d'opposition National Salvation Front in Syria. Il est né le 1er juin 1970 à Damas, en Syrie.
Le 1er décembre 2016, il a annoncé que le Groupe du salut national en Syrie serait transformé en un front composé de deux directions politiques et militaires, et son nom est devenu : le Front du salut national en Syrie.
En février 2017, une réunion des dirigeants du front a eu lieu, et Fahad Al Masri a été élu chef du bureau politique, et 35 représentants du front ont été identifiés dans le monde parmi les membres du front.
Il a étudié la littérature arabe à la Faculté des lettres et sciences humaines de l'Université de Damas où il n'a pas pu terminer ses études en raison de harcèlement du gouvernement. Il a notamment été arrêté à trois reprises en raison de ses positions et opinions politiques. Il est parti pour le Liban puis l'Europe, et s'est installé en France, où il est en exil volontaire depuis 1996.
Il est titulaire d'un Master en médias de l' Université Panthéon -Assas et de l'Institut Français de Presse IFP, basé sur son expérience et son travail dans les médias arabes et internationaux pendant plus de 18 ans.
Il a étudié pendant un an à l'Institut national des langues et civilisations orientales de Paris au département Eurasie - Langue et civilisation persanes.
Il se déclare passionné par l'histoire, les civilisations et la géopolitique de l'Asie centrale et du Moyen-Orient, et parle couramment l'arabe, le français, l'anglais et un peu de persan. Fahad Al Masri n'a pas la nationalité française et n'a que la nationalité syrienne.
Il est suivi par des dizaines de milliers de followers sur les réseaux sociaux sur Facebook, Twitter, Youtube...
Son parti politique compterait d'après le site d'information israélien The Forum for Regional Thinking (he) (en hébreu : הפורום לחשיבה אזורית) près de 15,000 membres.

## Biographie

### Origine
Fahad Al Masri est né le 1er juin 1970 à Damas, il est issu du quartier d'Al-Midan. Il est né dans une famille conservatrice damascène du gouvernorat (Damas Military Square, case 20).
Il a étudié le niveau primaire à l'école Saad bin Abi Waqas dans la région d'Al-Ghawas dans le quartier d'Al-Midan, ainsi qu'à l' école Dar Al-Hadith Al-Nabawi Al-Sharif dans le quartier d'Al-Asrounia à Damas.
Il a étudié au collège à l'école Izzat Hosariah et à l' école secondaire à l' école Abdul Rahman Al-Kawakibi dans le quartier d'Al-Midan à Damas.
Pendant son enfance, il est obligé de travailler avec son père dans le commerce. Sa famille est religieuse, cheikhs et savants, il suit des séances de récitation du Coran.
À l'école primaire lui né a un amour du théâtre, de la lecture, des romans, des histoires et de l'écriture. Il a publié sa première nouvelle en pleine page en 1984 dans le journal culturel hebdomadaire intitulé "Poupée et cuivres", il n'avait alors pas plus de 14 ans. Il obtient les encouragements du grand poète et écrivain syrien Abdel Moein Malouhi, ancien conseiller culturel à la présidence de la République jusqu'en 1976 (l'hebdomadaire Culture était considéré comme l'un des journaux culturels les plus importants, les plus grands et les plus anciens de Syrie et de la région arabe), qui était dirigé par le professeur et écrivain Medhat Akash.
Son amour pour le théâtre l'a incité à échapper à son école pour explorer le théâtre. Il a suivi l'ensemble des répétitions de la pièce « Le rêve de l'esprit de Goya » à l'Al Hamra Theater à Damas, et il fut le premier invité à y assister.
En 1983, il a pu progressivement s'éloigner du métier de son père et se lancer dans la création de sa propre entreprise, grâce à la bonne réputation de son père dans les milieux commerciaux. Il a ouvert un bureau commercial dans la région d'Al-Bassa - à côté de l'hôtel Venicia à Damas. En 1989, il ouvre une boutique de vêtements pour femmes embauchant 35 travailleurs, dans le quartier de Jaramana - à côté de la rue Al-Khoder. Il a également étendu son activité commerciale aux opérations d'importation de petits véhicules de transport, de pièces détachées pour motos et voitures, d'huiles et de tissus, et d'exportation de vêtements, légumes, fruits, etc., le tout en poursuivant ses études.

### Exil de Syrie
Son parcours dans la confrontation avec le régime syrien a commencé lorsqu'il était enfant à l'âge de 13 ans, lorsqu'il a insulté Hafez al-Assad en première année de collège. Cet incident a été un tournant dans sa vie, car il reçoit à la suite de cela des coups et des blessures. En plus des enquêtes de plusieurs services de sécurité, il a contracté une maladie qui lui a presque coûté la vie, et cet incident a été la raison de son interdiction de poursuite de ses études universitaires à l'Institut supérieur de sciences politiques de Damas en 1988. Il a été arrêté à trois reprises en raison de ses positions et opinions politiques.
Depuis son arrivée en France en 1996 via le Liban, il est revenu à son amour de l'écriture, et a travaillé en tant que journaliste pour de nombreux journaux et magazines arabes, comme correspondant pour de nombreux médias arabes, ou médias arabophones, audiovisuels et papiers. Il a participé à des centaines d'événements, de conférences et de sommets internationaux, en Europe et en Afrique du Nord. Il a présenté plusieurs programmes de radio et de télévision.

### Homme politique influent
En septembre 2005, après l'assassinat du Premier ministre Rafiq Hariri, Fahad Al Masri a organisé à Paris le "Forum national syrien ". Le régime syrien l'a violemment attaqué, et les médias du régime syrien ont accusé le président Jacques Chirac et la France d' être derrière lui, étant donné que la conférence s'est tenue à Paris. Et en raison de sa proximité distinguée avec le président Chirac, et de son invitation à la fois Abdel Halim Khaddam (récemment installé à Paris avant d'annoncer sa défection du régime) et du général Hikmat Al-Shihabi à participer à la conférence, afin de former la « Déclaration de Damas ». L'invitation d'Al Masri à Khaddam et Shihabi à assister à la conférence a incité le régime syrien à envoyer le général de division Assef Shawkat à se précipiter à Paris pour rencontrer des responsables français afin d'empêcher la conférence, ou du moins empêcher la participation de Khaddam et d'Al-Shehabi, car Al Masri s'est associé à eux.
Entre 2005 et 2008, il a publié un magazine politique mensuel satirique « Al- Mantouf » contre le régime syrien à Paris, et l'a suspendu après avoir subi des agressions physiques de la part de partisans du régime.
De 2010 à février 2011, il présente l'émission Panorama à Londres, dirigée contre le régime syrien, sur Barada TV, et se résigne à rentrer à Paris avec le déclenchement de la révolution syrienne.
Le 7 avril 2011, il a organisé une conférence de presse pour l'ancien vice-président syrien Abdel Halim Khaddam à Bruxelles.
Au cours de l'année 2011, il a soutenu toutes les forces de l'opposition de toutes couleurs, et a organisé 12 conférences de presse à Paris, au Centre de presse étrangère du ministère français des Affaires étrangères.
Il a été le premier à appeler publiquement en mai 2011, via Al Arabiya TV, à une intervention militaire internationale en Syrie, en dehors du Conseil de sécurité, pour protéger les civils .
Il a dirigé une délégation d'une vingtaine de personnalités de l'opposition, et a organisé une semaine de soutien et de soutien au peuple syrien au Caire du 7 au 14 septembre 2011. Au programme, des rencontres avec les dirigeants des partis égyptiens et les forces de la révolution égyptienne, des séminaires sur la Syrie au siège du YMCA, et du journal Al-Ahram, et a co-organisé les deux premières manifestations devant l'ambassade syrienne. Il a conclu la conférence de presse officielle avec le Secrétaire général de la Ligue des États arabes et se réunir.
Le 14 septembre/septembre 2011, le secrétaire général a remis à la Ligue arabe une liste qui comprend huit demandes, notamment la demande de l' embargo aérien de la communauté internationale pour protéger les civils.
Il a dirigé une nouvelle délégation d'une vingtaine de personnalités de l'opposition, et a encore organisé une semaine de soutien et de soutien au peuple syrien à Paris, du 5 au 12 octobre 2011. Cette fois-ci, il été organisé des rencontres avec des chefs de partis français, des séminaires sur la Syrie au siège de Libération , les journaux Mediapart et Le Monde, une conférence de presse, et une réunion à la Présidence de la République française, et une autre au ministère des Affaires étrangères. L'activité s'est conclue par une grande manifestation à Paris, à laquelle ont participé environ 3000 manifestants, avec le soutien d'un certain nombre de partis français et d'Amnesty International.
En novembre 2011, il a apporté un soutien politique et médiatique à la formation du Conseil militaire suprême de l'Armée syrienne libre avec le général de brigade Mustafa al-Cheikh , puis l'a abandonné définitivement en raison de l'absence de toute force pour le Conseil sur le terrain et le présence militaire en Turquie et hors du territoire syrien.

#### 2011 à 2014: Porte parole de l'Armée Syrienne Libre
En février 2012, Fahad Al Masri a été l'un des fondateurs du premier commandement conjoint de l'Armée syrienne libre intérieur, avec le colonel Qassem Saad Eddin et d'autres officiers, et a contribué au renforcement de la formation de conseils militaires, au niveau des gouvernorats, et à la mise en place de bureaux de presse. Fahad Al Masri a été accrédité en tant que porte-parole du mouvement.
Le 21 août 2012, Al Masri a été le premier à rencontrer l'envoyé international en Syrie, Lakhdar Brahimi, après sa rencontre avec le président français François Hollande dans le cadre de sa mission dans le dossier syrien.
En octobre 2012, il s'est rendu en Turquie pour participer à des réunions avec plusieurs officiers ayant fait défection dans les zones proches de la frontière syro-turque, ainsi qu'avec l'ambassadeur de France chargé du dossier syrien avec plusieurs militaires.
En 2013, il a exigé, via Sky News Arabia, que les combattants arabes et étrangers quittent le territoire syrien, et que le peuple syrien ne les invite pas à combattre sur le territoire syrien.
En mars 2014, il a annoncé dans un communiqué publié par les agences de presse son retrait du volontariat dans le commandement conjoint de l'Armée syrienne libre, en raison de l'état de fragmentation, de corruption et d'islamisation.
Au cours de son travail de volontaire avec l'Armée syrienne libre, il a lancé une guerre médiatique contre le Hezbollah , avant l'invasion de la ville d'al-Qusayr , et a exposé de nombreux mouvements et pertes du parti sur le territoire syrien. Il a révélé des informations sur le transfert de deux cargaisons d'armes chimiques de la Syrie au Liban, et identifié leurs lieux de stockage et dépôts appartenant au Hezbollah.
De 2012 à 2015, il a participé à de nombreuses réunions consacrées à la lutte contre le terrorisme dans plusieurs pays, à la tête de délégations d'officiers ayant fait défection.
En 2013, à l'invitation du Parti socialiste, il a présenté un séminaire conjoint avec l'ancien ministre français de la Défense Alain Richard sur l'évolution de la situation en Syrie.
En 2013, à l'invitation d'une organisation néerlandaise, il a présenté un séminaire conjoint avec un responsable néerlandais de la sécurité à la Bibliothèque nationale de Rotterdam, sur les extrémistes étrangers et les djihadistes en Syrie.

#### Depuis 2014: Fondateur, Président et chef du bureau politique du Front du salut national en Syrie
En avril 2014, il lance le Groupe de salut national en Syrie, qui regroupe des dizaines d'officiers et d'opposants politiques, et la rédaction du projet national pour la nouvelle Syrie est lancée. La mise en place des premières briques du Front du salut national en Syrie a débuté le 1er juin 2009.
En juin 2014, il fonde à Paris le Centre d'études stratégiques, sécuritaires et militaires sur la Syrie.
En septembre 2015, après le martyre de trois officiers dans la campagne nord de Homs, membres du commandement militaire du Front du salut national en Syrie à la suite des bombardements russes, il a rencontré à Paris pendant deux heures l'envoyé russe et vice-ministre des Affaires étrangères Mikhaïl Bogdanov. Il a alors suggéré aux Russes d'organiser des réunions entre les chefs militaires des dissidents et la Russie au Caire. Il a également exigé le retrait d'al-Assad, son frère et 52 personnalités du régime représentant les extrémistes et ailes meurtrières du régime syrien. Il a également exigé la formation d'un conseil militaire et d'un conseil présidentiel conjoint comme alternative au régime d'Al-Assad. Le lendemain, il a tenu une conférence de presse à Paris sous le titre : Reconstruction : La réhabilitation d'Assad renforce ISIS, et exacerbe la crise des réfugiés[réf. nécessaire].
Le 1er décembre 2016, il a été annoncé que le Groupe du salut national en Syrie serait transformé en un front composé de deux directions politiques et militaires, et son nom est devenu : le Front du salut national en Syrie.
Le 15 décembre 2016, Fahad Al Masri, au nom du Front, a adressé un message ouvert au peuple israélien sur la paix entre Israël et la nouvelle Syrie.
Le 15 janvier 2017, la « feuille de route pour la paix entre la Syrie et Israël » a été annoncée.
En février 2017, une réunion des dirigeants du front a eu lieu, et Fahad Al Masri a été élu chef du bureau politique, et 35 représentants du front ont été identifiés dans le monde parmi les membres du front, et un projet a été lancé pour construire un leadership pour le front au niveau des villes et gouvernorats syriens.
À l'initiative du Conseil de la Sagesse en Syrie, une réunion s'est tenue à Paris le 3 février 2018, entre le Mouvement des Officiers Alaouites Libres représenté par son envoyé spécial, qui comprend un groupe d'élite d'officiers syriens alaouites, qui n'étaient pas impliqués dans des crimes contre le peuple syrien, et le Front du salut national en Syrie, représenté par Fahd Al Masri, chef du Bureau politique, et il a été convenu d'un certain nombre de thèmes fondamentaux pour une action commune, et le « Pacte de Paris » a été adopté et publié.
Le 25 avril 2019, il annonce l'Initiative nationale - Espoir, qui vise à permettre aux citoyens syriens Druzes unitariens et alaouites du Golan, ainsi qu'aux Juifs syriens en Israël de rendre visite à leurs familles en Syrie, qui en sont privés depuis la guerre de 1973. Il a été demandé aux dirigeants russes que leurs forces en Syrie prennent en charge la tâche de protéger les vols organisés du Golan vers le territoire syrien et vice versa, dans l'attente d'une solution politique avec Israël sur le Golan et d'un règlement politique en Syrie.
Début juillet 2020, il a annoncé la création des « Gardiens de l'Alliance nationale » et a commencé par faire deux annonces pour établir un conseil militaire dans la région sud et un autre dans la région centrale et la Badia, dans le but de purifier les terres syriennes et combattre la présence iranienne et ses outils et le reste des forces extrémistes et terroristes, et que ce projet démarrerait ses activités après avoir obtenu le soutien nécessaire pour lutter contre le terrorisme.